# Jökulsá á Brú
Pour les articles homonymes, voir Jökulsá.
La Jökulsá á Brú ou Jökulsá á Dal est un fleuve situé au nord-est de l'Islande, dans la région Austurland. Il prenait sa source au Brúarjökull, la plus grande langue glaciaire du Vatnajökull. Au cours de son trajet, le fleuve a creusé plusieurs canyons, dont le Hafrahvammarglúfur.
Depuis 2009, la centrale hydroélectrique de Kárahnjúka barre la rivière, constituant le réservoir Hálslón remontant jusqu'au glacier. La plupart de l'eau atteignant le barrage est ensuite conduite vers la centrale de Fljótsdalur pour ensuite rejoindre la mer en partageant le cours de la Lagarfljót. Seul l'excédent d'eau du barrage est rejeté dans le cours initial, grâce à une cascade au niveau de Hafrahvammarglúfur.